# 1580 Betulia
1580 Betulia è un asteroide near-Earth del diametro medio di circa 5,8 km. Scoperto nel 1950, presenta un'orbita caratterizzata da un semiasse maggiore pari a 2,1970596 UA e da un'eccentricità di 0,4878278, inclinata di 52,09750° rispetto all'eclittica.
L'asteroide, così come 1685 Toro, è dedicato a Betulia Toro Herrick, moglie dell'astronomo statunitense Samuel Herrick.